# 蔚县

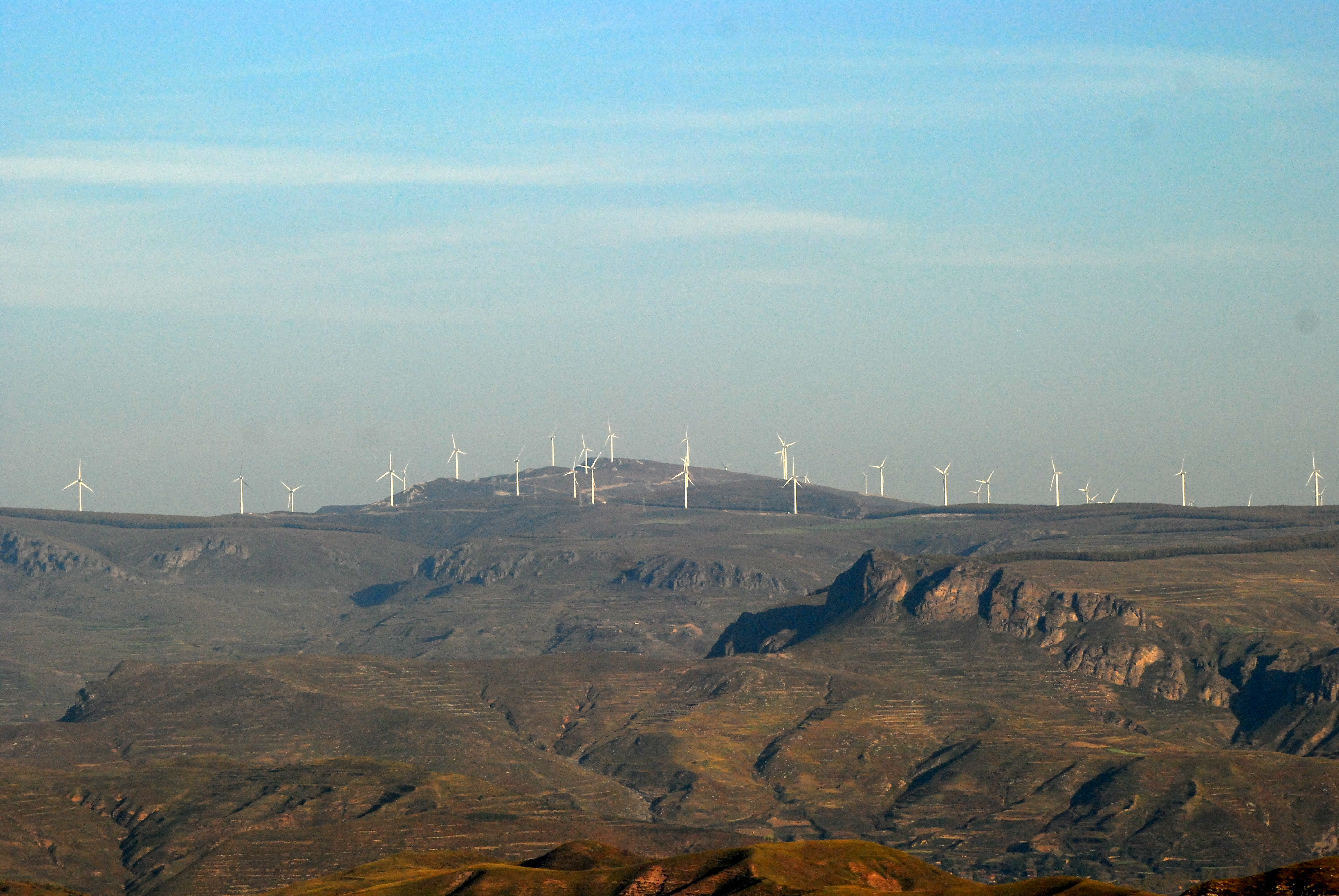
西甸子梁上的风车

39°50′N 114°34′E / 39.833°N 114.567°E
蔚县是中华人民共和国河北省张家口市下辖的一个县。縣人民政府駐蔚州鎮。

## 历史沿革
蔚县古称代、代县。代王城，战国时期是赵国轄地。代县是三国时期代郡的治所。
五胡十六國代国的旧址，北魏朝的發跡之地。
南北朝时始置蔚州。五代後晉割讓給遼國的燕雲十六州之一。

## 人口
截至2021年1月，蔚縣總人口50萬人。

## 地理
地处熊耳山、小五台山之间，境内以山地为主，邻接涞源县。

### 气候
属寒温带大陆性季风气候区，年平均气温6.5℃。

## 行政区划
蔚县下辖11个镇、11个乡：
蔚州镇、代王城镇、西合营镇、吉家庄镇、白乐镇、暖泉镇、南留庄镇、北水泉镇、桃花镇、阳眷镇、宋家庄镇、下宫村乡、南杨庄乡、柏树乡、常宁乡、涌泉庄乡、杨庄窠乡、南岭庄乡、陈家洼乡、黄梅乡、白草村乡和草沟堡乡。

## 交通
- 239国道过境。

## 文化

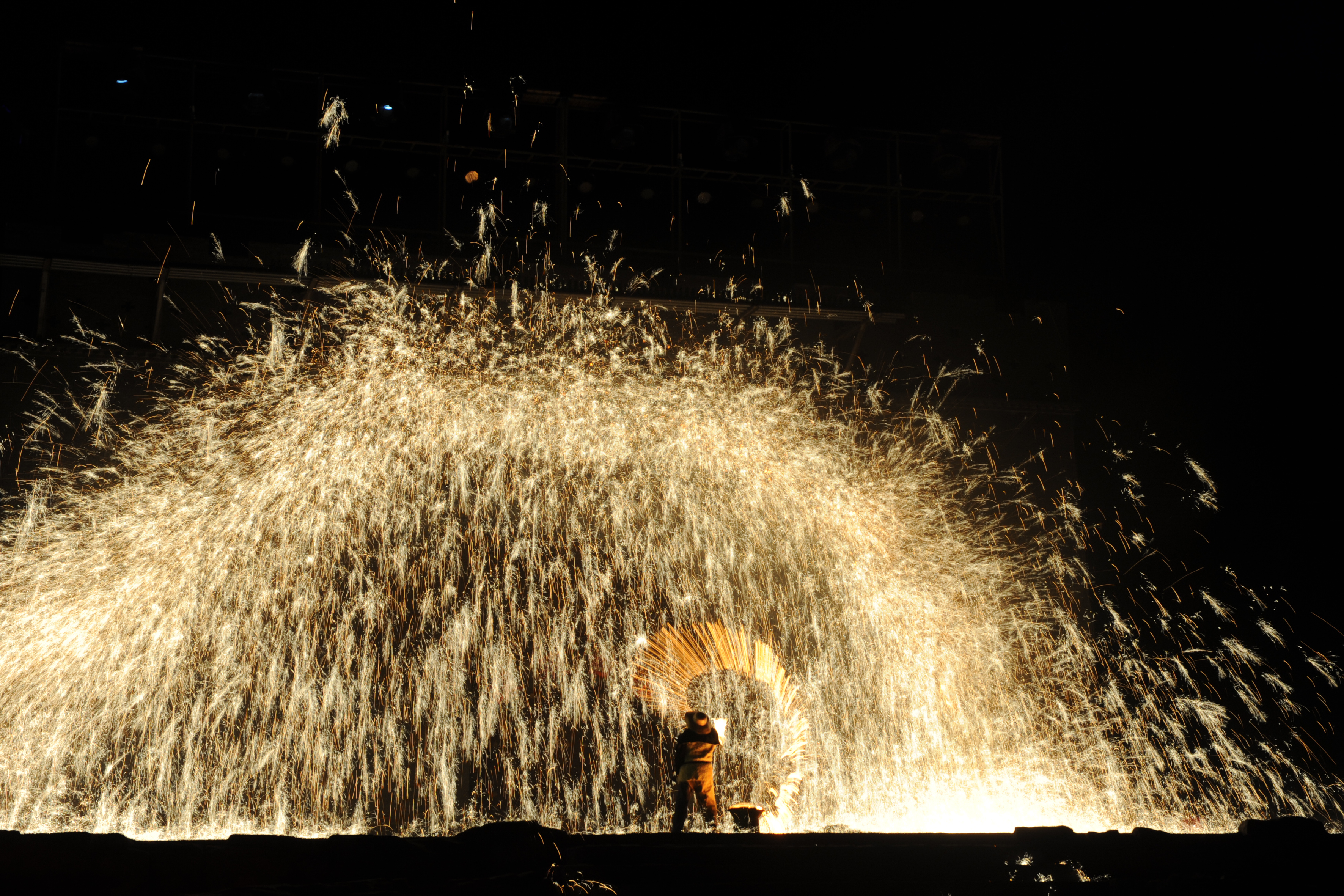
蔚县当地的打树花（一种将融化的铁水泼洒在墙上的表演）

- 蔚县剪纸，为国家级非物质文化遗产

## 风景名胜
蔚县历史悠久，是国家历史文化名城，现存文物古迹之多，为中国所罕见。其中仅全国重点文物保护单位就有21项之多，居全国前列，涵盖古遗址、古墓葬、古建筑三大类。
- 全国重点文物保护单位：释迦寺、南安寺塔、蔚州玉皇阁、代王城遗址（含代王城墓群）、蔚州灵岩寺、西古堡、暖泉华严寺、真武庙、常平仓、筛子绫罗遗址、庄窠遗址、三关遗址、杨赟家族墓地、金河寺悬空庵塔群、蔚县关帝庙、天齐庙、蔚州古城墙、故城寺、卜北堡玉泉寺、沙子坡老君观、蔚县重泰寺

- 河北省文物保护单位：杨碑、庄窠遗址、三关遗址、单侯村关帝庙石旗杆、东坡遗址、太子梁墓群、吉星楼、苑庄灯影台、峰山寺、弥勒寺、南留庄泰山庙、代王城三面戏楼、蔚县财神庙、故城寺、北方城真武庙、宋家庄穿心戏楼、玉泉寺、南留庄关帝庙、暖泉当铺、苏官堡华严寺、西高庄玉皇庙、西北江泰山庙、蔚县城隍庙

蔚县地处河北省西北部，境内以山地为主，有小五台山和熊耳山，已设立小五台山国家级自然保护区。